# Xã Algernon, Quận Custer, Nebraska
Xã Algernon (tiếng Anh: Algernon Township) là một xã thuộc quận Custer, tiểu bang Nebraska, Hoa Kỳ. Năm 2010, dân số của xã này là 305 người.